# Uraria
Uraria là một chi thực vật có hoa thuộc họ Fabaceae. Nó thuộc phân họ Faboideae.
 Tư liệu liên quan tới Uraria tại Wikimedia Commons
 Dữ liệu liên quan tới Uraria tại Wikispecies

## Hình ảnh

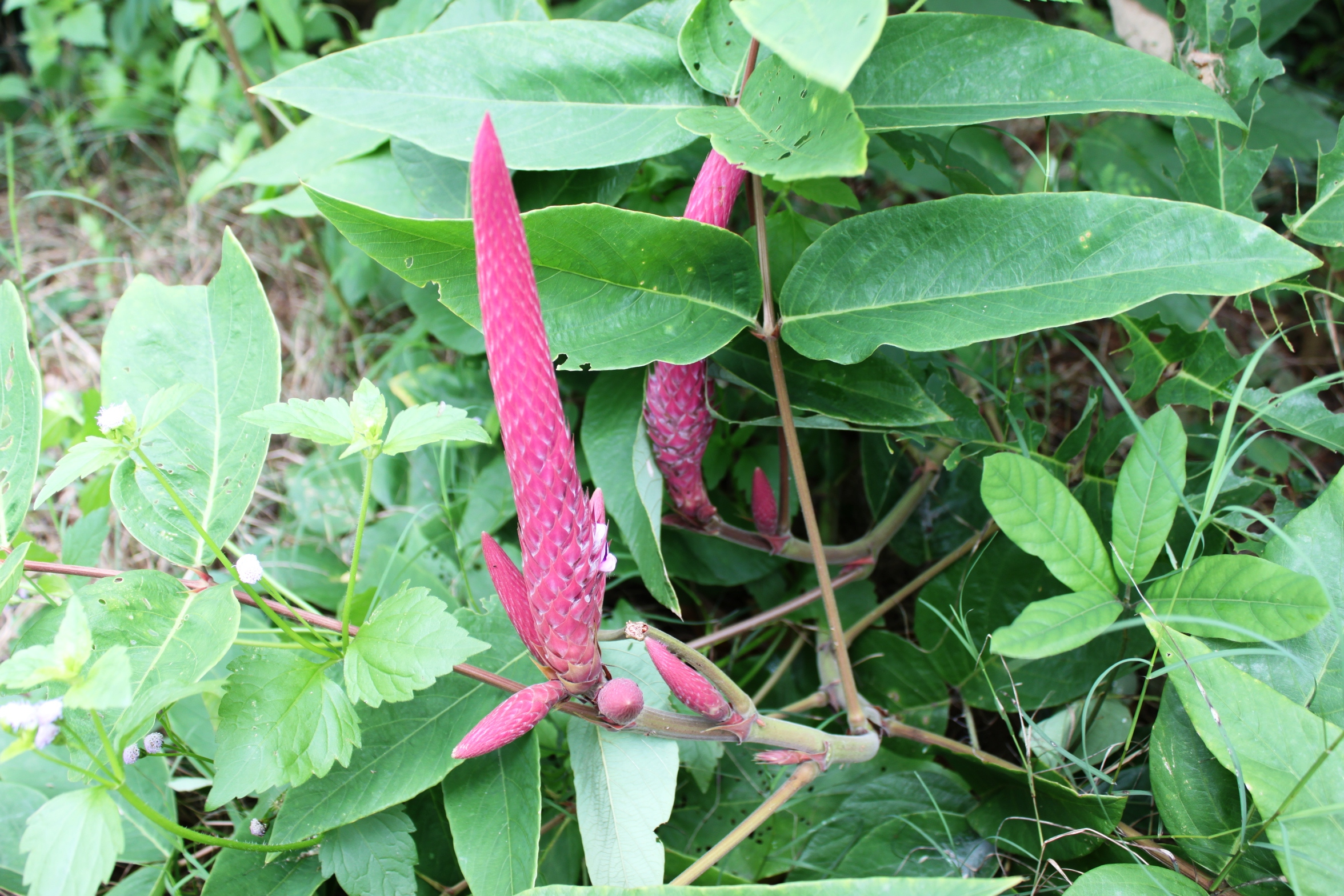
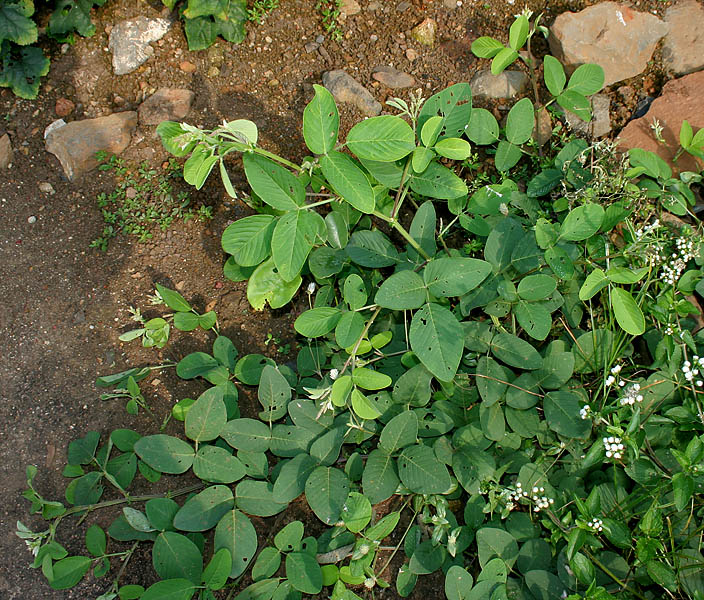